# 43752 Maryosipova
43752 Maryosipova este un asteroid din centura principală de asteroizi.

## Descriere
43752 Maryosipova este un asteroid din centura principală de asteroizi. A fost descoperit pe 20 octombrie 1982 la Observatorul de Astrofizică din Crimeea de Liudmila Karacikina. Asteroidul prezintă o orbită caracterizată de o semiaxă mare de 2,43 ua, o excentricitate de 0,20 și o înclinație de 2,7° în raport cu ecliptica.